# Christian Tétreault
Christian Tétreault (né le 28 janvier 1954 à Montréal) est un animateur et journaliste québécois. Il est également auteur d'une quinzaine de livres, dont Je m’appelle Marie et Trois fils et un ange.

## Vie personnelle
Christian Tétreault est le fils de Jean-Guy (1926-2011) et de Henriette Bélec (1925-2020). Deuxième de cinq enfants, il a trois sœurs et un frère.
Il est marié depuis 1982 avec une amie d'enfance avec qui il a quatre enfants. Il perd sa fille Marie le 29 septembre 1985 d'une courte maladie à l'âge de deux ans,.
En avril 2018, il s'est fait arrêter, ivre, au volant de sa voiture. Cet événement a été pour lui un déclencheur qui l'a mené à modifier radicalement sa vie.

## Radio
Il commence sa carrière radiophonique en 1975 à CKLM où il travaille jusqu'à 1983 successivement comme rédacteur de textes publicitaires, animateur, chroniqueur sportif et journaliste. Il passe en 1985 à CKOI-FM et CKVL. Il remet sa démission de CKOI en décembre 1993, acceptant un emploi à CKMF-FM, qui souhaite renouveler son émission matinale, mais CKOI obtient une injonction et Christian ne peut rejoindre la station avant le 10 mars 1994. Il se joint finalement en mars à l'émission pilotée par Patrice L'Écuyer qui le remplaçait depuis janvier, avec Martine Doucet (aussi de CKOI).
À l'automne 1995, Christian devient le nouvel animateur de l'émission du retour Les Grandes Gueules, prenant le relais de Mario Lirette dont son contrat n'a pas été renouvelé et y reste deux ans. CKMF rompt le contrat de Patrice L'Écuyer durant l'été 1997, et Christian revient à l'animation de l'émission matinale à l'automne. À l'automne 1999, CKMF engage Michel Barrette et Gildor Roy, animateurs vedette de CKOI, pour l'émission matinale, et Christian devient chroniqueur sportif.

## Télévision
À la télévision, Christian Tétreault a été concepteur, rédacteur ou animateur pour différents galas (Gémeaux, Métrostar, Adisq, Lys d'or, Ligue de hockey junior majeur du Québec (LHJMQ)) pour des émissions de variétés telles Lautrec 85, Ad Lib à TVA, L'Épicerie en folie à TQS en 1994, Chasse à l'homme (pour lequel il remporte le Gémeau du meilleur concept original d'émission de jeu, en 2002), Bons Baisers de France, Tous pour un (comme rédacteur de questions), Piment fort, Pour le plaisir, Sans Sens Sûr et pour une émission spéciale de Noël avec Ginette Reno.[réf. nécessaire]
Il a également écrit des textes pour les émissions humoristiques Et Dieu créa Laflaque, Ce soir on joue, Les Appendices, les Moquettes Coquettes et Un gars, une fille. Il a reçu cinq prix Gémeaux dans la catégorie « Meilleurs textes Humour ».[réf. nécessaire]

## Écriture
- J'aime le monde et les nouvelles du sport, Éditions Québecor, 1998
- Cent commentaires, Québecor, 2000
- Quelques reprises, Les 400 coups, 2005
- Marie, l'homme éléphant, Mitsou et les autres, Les 400 coups, 2005
- Je m’appelle Marie, Éditions de l’Homme, 2007
- Trois Fils et un Ange, Éditions de l’Homme, 2009
- Sur les traces du bonheur, Éditions de l’Homme, 2011
- La Dernière Semaine de mai (roman), Éditions de l’Homme, 2012
- Bonsoir (biographie de Rodger Brulotte), Éditions de l’Homme, 2015
- Histoires de Sport I, Éditions de l’Homme, 2016
- Sarah et moi I (roman) Éditions de l’Homme, 2016
- Histoires de Sport II, Éditions de l’Homme, 2017
- Sarah et moi II (roman), Éditions de l’Homme, 2017
- Nos enfants sont immortels (essai), Éditions de l’Homme, 2019
- Conversations avec Marie (essai), Éditions de l’Homme, octobre 2019
- Bums (essais), Éditions de l’Homme, 2020
- Anne Gauvin, Parler dérange mais se taire est pire (biographie), Éditions de l’Homme, 2022